# Reprezentacja Grecji w piłce wodnej kobiet
Reprezentacja Grecji w piłce wodnej kobiet – zespół, biorący udział w imieniu Grecji w meczach i sportowych imprezach międzynarodowych w piłce wodnej, powoływany przez selekcjonera, w którym mogą występować wyłącznie zawodnicy posiadający obywatelstwo greckie. Za jej funkcjonowanie odpowiedzialny jest Grecki Związek Pływacki (KOE), który jest członkiem Międzynarodowej Federacji Pływackiej.